# Jardin des Mères-et-Grands-Mères-de-la-Place-de-Mai
Le jardin des Mères-et-Grands-Mères-de-la-Place-de-Mai est un espace vert du 15e arrondissement de Paris, en France.

## Situation et accès
Le jardin est accessible par la rue Balard, le quai André-Citroën et le rond-point du Pont-Mirabeau.
Il est desservi par la ligne 10 à la station Javel - André Citroën.

## Origine du nom
Ce jardin rend hommage à deux mouvements argentins reconnus internationalement : les Mères de la place de Mai et les Grands-mères de la place de Mai. Ces mouvements rassemblent les mères et grands-mères argentines dont les enfants et petits-enfants ont disparu pendant la répression militaire entre 1976 et 1983 : elles avaient pris l’habitude de se regrouper sur la place de Mai à Buenos Aires.

## Historique

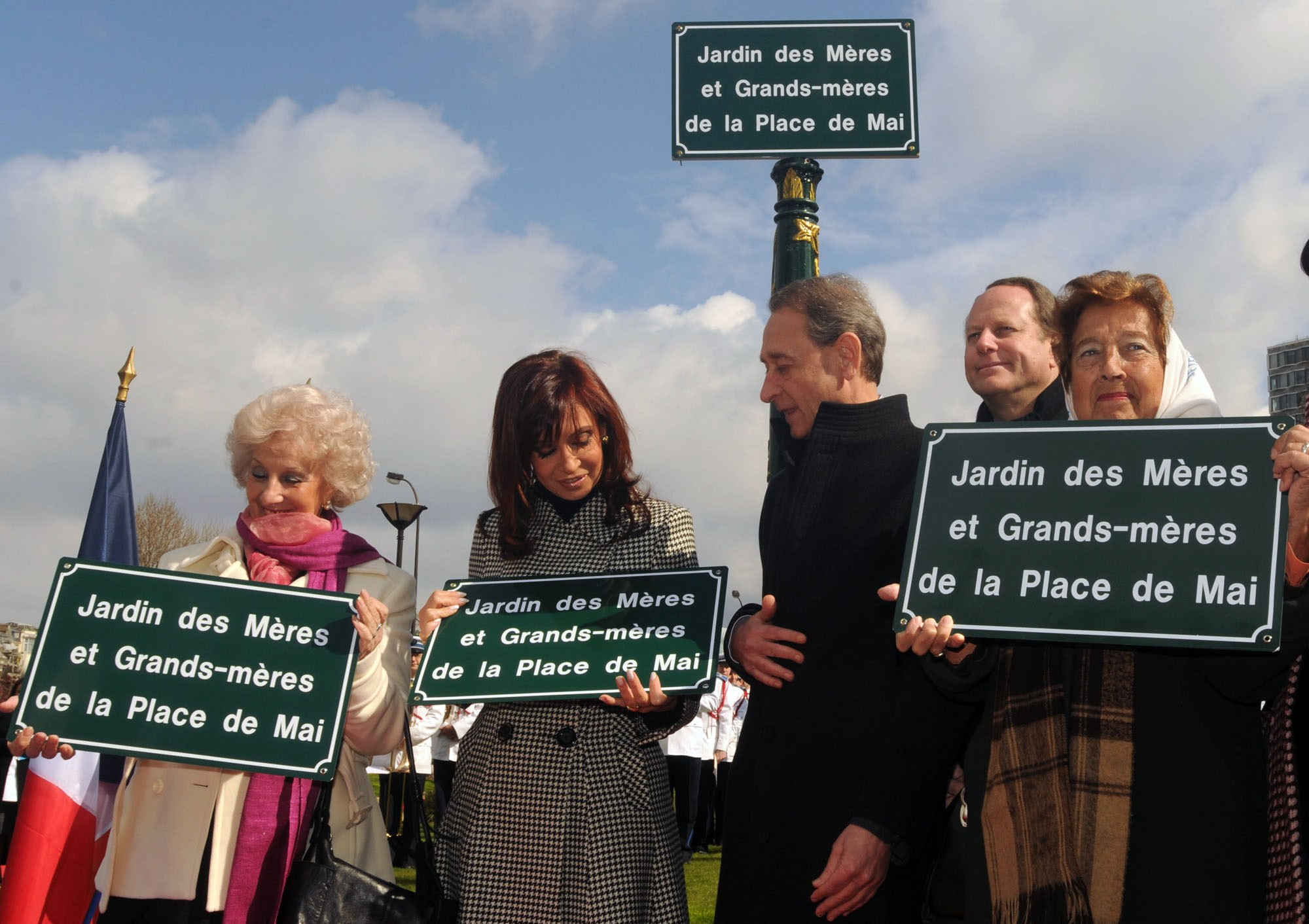
Inauguration du jardin des Mères-et-Grands-Mères-de-la-Place-de-Mai à Paris (, angle rue Balard et quai André-Citroën), le 7 avril 2008. De gauche à droite : la présidente des Grands-mères de la place de Mai, Estela Barnes de Carlotto, la présidente de l’Argentine Cristina Kirchner, le maire de Paris, Bertrand Delanoë, le maire d’arrondissement du de Paris, Philippe Goujon, et Marta Vazquez (membre des Mères de la place de Mai, ligne fondatrice),.

Le jardin a été créé en 2007 sous le nom de « jardin des Trois-Marches ».